# Antoni Gual Pascual
Antoni Gual Pascual (nascut l'11 de març de 1963), és un jugador d'escacs català, que té el títol de Mestre Internacional des de 2010. Actualment forma part del Club Penya d'Escacs Cerdanyola.
A la llista d'Elo de la FIDE del maig de 2016, hi tenia un Elo de 2421 punts, cosa que el feia el jugador número 68 (en actiu) de l'estat espanyol. El seu màxim Elo fou de 2480 punts, a la llista d'Elo de gener de 2013 (posició 1129 al rànquing mundial).
Té un estil de joc conservador, fet que l'ajuda a aconseguir taules contra oponents molt més forts que ell.

## Resultats destacats en competició
En el campionat de Catalunya per equips 2012, va signar una de les seves millors actuacions, aconseguint 10 punts d'11 possibles (9 partides guanyades i 2 taules) com a taulell número 6 de l'equip per darrere d'Alexandr Rakhmanov, Kevin Spraggett, Viktor Moskalenko, Cristhian Cruz i David Lariño respectivament.
L'Antoni Gual va ser campió de Catalunya absolut els anys 1987 i 2001, i subcampió el 2004. Ha jugat i vençut diversos Grans Mestres, i entre les seves partides destaquen dues taules que va aconseguir contra l'actual millor jugador espanyol, Francisco Vallejo Pons i l'excampió mundial Vesselín Topàlov, ambdós amb un ELO superior a 2700 a la darrera llista d'ELO FIDE.

## Obertures
Amb les peces blanques sol enfrontar-se a les defenses Índia de rei, Benoni i Nimzo-índia; mentre que quan li responen amb 1...d5 sol jugar el Gambit de dama (ja que normalment comença el joc amb 1. d4). Amb les peces negres sol plantejar les defenses Robatsch, Eslava, la variant Winawer de la defensa Francesa, la defensa Pirc o Moderna, siciliana i, de vegades, la defensa Holandesa.